# Kate Spade

Das Logo des Unternehmens kate spade

Kate Spade (* 24. Dezember 1962 als Katherine Noel Brosnahan in Kansas City, Missouri; † 5. Juni 2018 in New York City) war eine US-amerikanische Designerin sowie Namensgeberin und Miteigentümerin des von ihr mitgegründeten Modeunternehmens, dessen hochpreisige Handtaschen durch die Fernsehserie Sex and the City international bekannt wurden.

## Leben und Unternehmensgeschichte
Spade wuchs in Kansas City, Missouri, auf. Nach einem Journalismusstudium und fünf Jahren in der Accessoires-Abteilung bei der Zeitschrift Mademoiselle in Manhattan gründete sie 1993 zusammen mit ihrem späteren Ehemann Andy Spade, einem ehemaligen Werbe-Manager und Bruder von David Spade, das Label „kate spade handbags“; den ersten Laden eröffneten sie 1996 in Soho, New York. Kate fungierte als Designerin, Andy als CEO.
In der ersten Zeit kreierten sie hauptsächlich Handtaschen. 2002 rief Kate Spade gemeinsam mit Estée Lauder „kate spade beauty“, eine Parfüm- und Kosmetikserie, ins Leben. Heutzutage werden unter der Marke kate spade außerdem Schuhe, Bekleidung, Brillen, Parfum, Accessoires, Geschirr, Schreibwaren und Adressbücher für Damen vertrieben. Erkennungsmerkmale der Marke sind unter anderem farbenfrohe Designs, Verzierungen mit Schleifen etc., verspielte (Tier-)Motive und Blumen- sowie Pünktchenmuster.
Ab 1997 gesellte sich zur reinen Damenmarke kate spade das Pendant für Herren: jack spade, wobei der Vorname frei gewählt war. 1999 wurde die Herrenmarke offiziell etabliert. In der Folge gab es von jack spade neben Taschen jeglicher Art auch Kleinlederwaren und Herren-Bekleidung. Für die Marke jack spade gab es einen eigenen Internet-Auftritt und eigene Boutiquen.
2004 berichtete die Modefachzeitschrift Women’s Wear Daily über einen Umsatz von 125 Millionen Dollar. Die Neiman Marcus Group Inc., die 1999 einen Anteil von 56 % an kate spade erworben hatte, zahlte Kate und Andy Spade 2006 aus und verkaufte die Marke kate spade im November 2006 für 125 Millionen Dollar an Liz Claiborne Inc. Kate und Andy Spade verließen daraufhin das Unternehmen. 2014 ging das von Spade gegründete Unternehmen in der Kate Spade & Company auf.
Im November 2015 gründete Spade mit ihrem Ehemann Andy, mit dem sie 2005 eine Tochter bekam, und zwei Freundinnen in New York eine neue eigene Accessoire-Marke namens Frances Valentine. Ihren eigenen Namen änderte die Designerin in Katherine Noel Frances Valentine Brosnahan Spade. Rachel Brosnahan ist die Tochter von Kate Spades Bruder und damit ihre Nichte. Spade und ihr Ehemann Andy, die seit 1994 verheiratet waren, lebten seit Sommer 2017 getrennt.
Am 5. Juni 2018 wurde Spade tot in ihrer Wohnung in New York City aufgefunden. Die Polizei bestätigte gegenüber der New York Times, dass es dort einen Abschiedsbrief gab.